# Stadtmauerrest Hohenzollernstraße/Waisenhausstraße

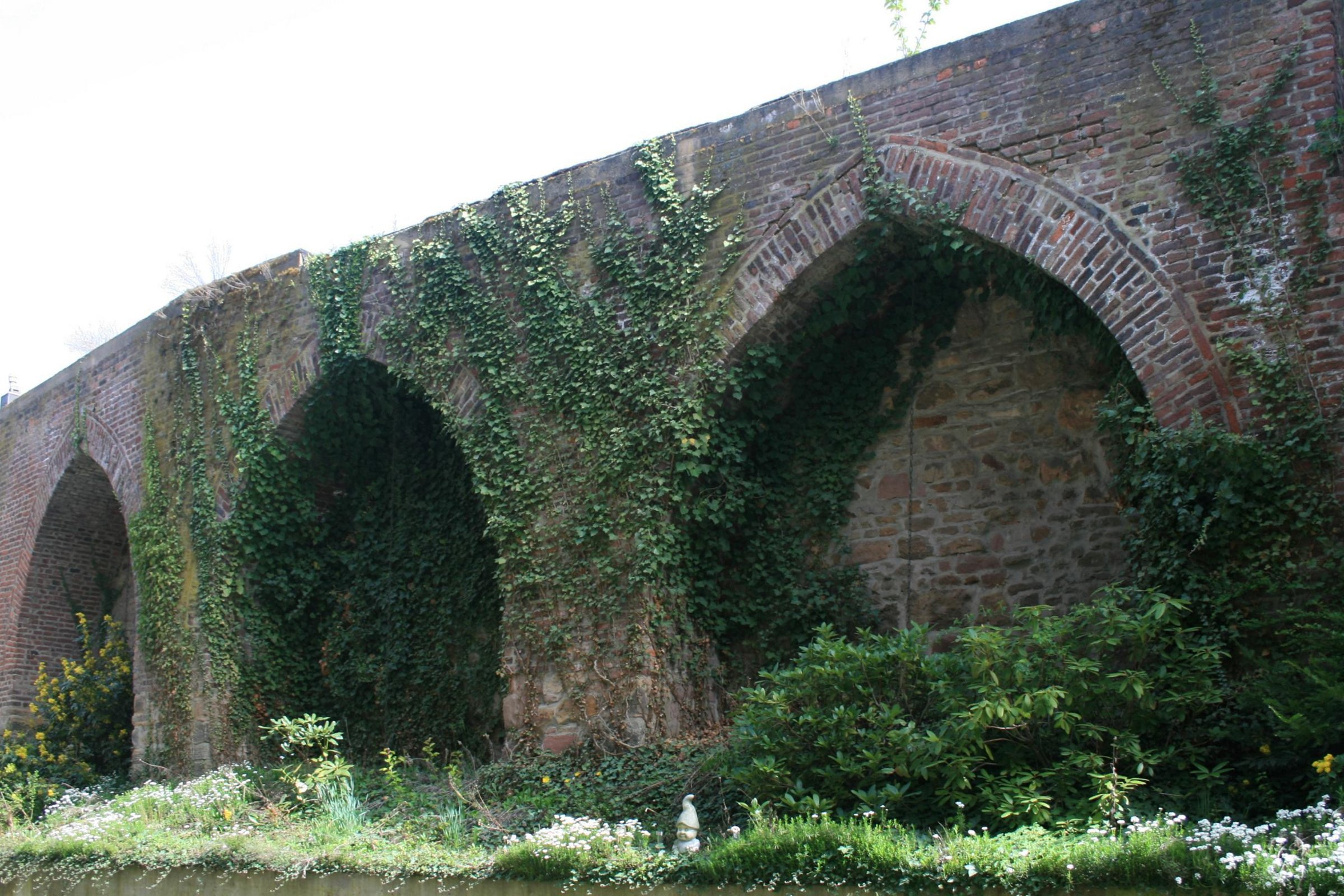

Der Stadtmauerrest Hohenzollernstraße/Waisenhausstraße ist ein Rest der Stadtbefestigung von Düren in Nordrhein-Westfalen. 
Der Rest der Dürener Stadtbefestigung datiert im Ursprung aus dem 13. Jahrhundert. Dieser Teilbereich ist aus Bruchsteinen gemauert. Das sichtbare Backsteinmauerwerk wurde im 16. Jahrhundert erstellt. Die Bruchsteinmauer hat feldseitig Strebepfeiler, die Innenseite hat spitzbogige Backsteinarkaden.
Das Reststück der Stadtmauer liegt versteckt hinter Wohn- und Geschäftshäuser und ist über einen Firmenparkplatz von der Hohenzollernstraße her erreichbar.
Das Bauwerk ist unter Nr. 1/034 in die Denkmalliste der Stadt Düren eingetragen.